# Strippoker
Strippoker is een variant op het kaartspel Poker, waarbij er echter niet om geld wordt gespeeld, maar om kledingstukken. Het kan volgens dezelfde regels als gewoon poker worden gespeeld, echter wanneer er wordt verloren verliest men niet alleen (of juist niet) geld, maar een stuk kleding.

## Varianten
Bekende varianten hierin zijn:
- de speler met de slechtste hand verliest een kledingstuk
- de speler die het meeste geld in een ronde verliest, verliest ook een kledingstuk
- de speler met de beste hand mag bij een willekeurige medespeler een stuk kleding verwijderen
- de speler met de beste hand mag kiezen welke medespeler een kledingstuk verliest
- alle spelers behalve de winnaar verliezen een kledingstuk
- wanneer een speler alle fiches verliest, speelt hij verder met kledingstukken
  - een mogelijke variant hierin is dat een speler later kledingstukken terug kan kopen wanneer hij weer genoeg fiches heeft verdiend

## Computerspel
Al in de tijd van de Commodore 64 was er een computerspel genaamd Strippoker, een combinatie van het kaartspel en het tonen van pornografische afbeeldingen.